# Gadirtha pulchra
Gadirtha pulchra är en fjärilsart som beskrevs av Butler 1886. Gadirtha pulchra ingår i släktet Gadirtha och familjen trågspinnare. Inga underarter finns listade i Catalogue of Life.